# Перстач притиснутий
{{#ifeq:0|0|{{#if:|{{#if:Potentilladepressa|[[]}}|}}}}
Перстач притиснутий (лат. Potentilla depressa) — вид квіткових рослин роду перстач родини розові (Rosaceae).

## Ботанічний опис
Багаторічна рослина 5–15 см заввишки.
Стебла висхідні, дугоподібно вигнуті, рідше майже прямі, запушені зігнутими волосками, часто з невеликою домішкою залозок.
Прикореневі листки з 5–7 листочків, продовгувато-клиноподібних, з багатьма гострими зубчиками по краях.
Квітки 8–10 мм у діаметрі, золотисто-жовті, трохи більші від чашечок.

## Поширення в Україні
Зустрічається у Криму, ендемік. Росте на сухих кам'янистих та трав'янистих схилах, на яйлах.